# 模糊電子學
模糊電子學（Fuzzy electronics）是由模糊逻辑取代雙值逻辑代数的电子学。模糊電子學是是由專門硬體實現的模糊逻辑。可以和用傳統處理器上的軟體實現的模糊逻辑相比較。模糊電子學有許多的應用，包括控制系統及人工智能。

## 歷史
第一個模糊電子電路是由Takeshi Yamakawa等人在1980年用分立的雙載子電晶體所設備。第一個工業模糊應用是1982年在丹麥的水泥窯，第一個超大规模集成电路是由Masaki Togai和Hiroyuki Watanabe在1984年所作。Yamakawa在1987年建構了第一個類比的模糊控制器，第一個數位的模糊控制器是Togai在1988年所發明（Russo, pp. 2-6）。
第一個模糊電子邏輯晶片在1990年代初期問世。Omron和NEC在1991年宣佈開發專門的模糊晶片。Omron在二年後的一場技術展會中發表了可以運作的模糊晶片。

## 延伸閱讀
- Yamakawa, T.; Inoue, T.; Ueno, F.; Shirai, Y., "Implementation of Fuzzy Logic hardware systems-Three fundamental arithmetic circuits", Transactions of the Institute of Electronics and Communications Engineers, vol. 63, 1980, pp. 720-721.
- Togai, M.; Watanabe, H., "A VLSI implementation of a fuzzy inference engine: towards an expert system on a chip" （页面存档备份，存于）, Information Sciences, vol. 38, iss. 2, April 1986, pp. 147-163

## 外部連結
- Applications of Fuzzy logic in electronics （页面存档备份，存于）

1. ↑  . Computerworld. Vol. 25 no. 41. 1991-10-14.
2. ↑  Ahmad Kushairi. . New Straits Times. 1993-12-26.